# Никитин, Георгий Васильевич
Георгий Васильевич Никитин (23 мая (4 июня) 1897, Санкт-Петербург — 7 марта 1948, Ленинград) — инженер-строитель, педагог, профессор, специалист в области расчёта железобетонных конструкций, ребристых купольных перекрытий и строительной механики, директор ЛИСИ в 1945—1948 годах.

## Биография
Родился 23 мая (4 июня) 1897 года в Санкт-Петербурге в семье помощника бухгалтера текстильной фабрики.
После окончания реального училища поступил в ИГИ, учился в институте с перерывами из-за войн и революций (1913—1920). В период 1916—1918 был мобилизован в армию. Во время Гражданской войны служил в Красной Армии командиром взвода, был начальником радиостанции в радиошколе во Владимире. В 1919—1920 возглавлял комиссию по обследованию и ремонту зданий в Петрограде. В 1920 году работал архитектором в Управлении Октябрьской железной дороги в Петрограде.
Совмещая работу с учёбой, в 1920 году окончил дорожный факультет ИГИ и остался работать в институте. В период 1921—1930 был преподавателем, в 1921—1930 — доцентом, с 1931 — и. о. профессора, утверждён в этом звании в 1933 году. Организовал кафедру бетонных и железобетонных конструкций и был её первым заведующим с 1931 по 1948 годы. В период с 1933 по 1935 годы был заместителем научного руководителя механической лаборатории. В 1935—1941 занимал должность профессора заочного отделения ЛИИКС. С 1939 по 1945 годы — декан инженерно-строительного факультета. Член Совета с 1934 года, председатель НТС в 1937—1939 годы. Утверждён в учёной степени кандидата технических наук без защиты диссертации в 1937 году.
Докторскую диссертацию подготовил в мае 1941 года, но из-за войны защитил только в апреле 1944. С 1943 года — в профессор, с 1945 года — доктор технических наук. Наряду с научной и педагогической работой непрерывно занимался производственной деятельностью.
В 1920—1930-е годы участвовал в расчётах, проектировании и строительстве ряда крупнейших промышленных объектов. В 1921—1923 годах работал над зданием крематотрия, цехов завода «Ильич», купола на Охтинском заводе Петрограда, зданиями Пермского завода. В 1924 году — над подстанцией Волховской гидроэлектростанции, круглыми и фасонными коллекторами канализации Васильевского острова, зданием завода «Баррикада» в Ленинграде, цехами Краматорского металлургического завода на Украине; В 1927 году — над Василеостровской насосной станцией, зданиями и фундаментами под турбогенераторы ГРЭС «Красный Октябрь»; в 1929 году — над зданием Выборгской фабрики, корпусами фабрики искусственного шёлка в Ленинграде и др.
В 1930—1933 годах проектировал промышленные объекты в Керчи, Мурманске, Челябинске, Златоусте, Ташкенте, Новосибирске. Был консультантом и экспертом в многочисленных проектно-строительных организациях Ленинграда и Ленинградской области: Коммунстрое, Промстройпроекте, Гипромаше, инженерном отделе Балтийского флота и др.
Во время Великой Отечественной войны — технический руководитель укрепления и маскировки здания Смольного. В 1941 году руководил группой из 500 студентов и сотрудников института, направленных на строительство линии обороны на рубеже р. Луга. В 1941—1942 годах производил обследования объектов, пострадавших от бомб и снарядов. В марте — августе 1942 года назначен временно исполняющим обязанности директора института при его эвакуации в Ессентуки. Затем, после дальнейшей эвакуации в Барнаул, был и. о. зам. директора по научной и учебной работе вплоть до возвращения в Ленинград.
Автор двухтомного справочника по строительной механике (1933, 1935) и ряда пособий по расчёту железобетонных конструкций. Подготовил семь кандидатов технических наук.
Г. В. Никитин скоропостижно скончался 7 марта 1948 года на пятьдесят первом году жизни. Похоронен на Волковском кладбище.

## Награды
- 1944 — Медали «За оборону Ленинграда» и «За доблестный труд в Великой Отечественной войне 1941—1945 гг.»
- 1945 — Орден Ленина